# Prodigal Blues
Prodigal Blues ist ein Song von Billy Idol aus dem Jahr 1990, der auf seinem Album Charmed Life erschien und im Dezember 1990 daraus als dritte und letzte Single ausgekoppelt wurde.

## Entstehung und Inhalt
Es handelt sich um einen eher langsamen Rocksong, der von Idol geschrieben und von Keith Forsey produziert wurde. Idol sagte dem Magazin Sounds 1990: „It’s my father talking to me and me talking to [my son] Willem. By being angry, mad and crazy at times, I’ve shouted for an answer and all I’ve got back was my own echo. What I’m saying to Willem is what my father said to me – everybody has to leave the security of things they love to find out what they’re all about. But you don’t necessarily have to destroy yourself to do it.“ Der Songtext handelt von einem verlorenen Sohn, der aufgefordert wird, nach Hause zurückzukehren.

## Chartplatzierungen
Der Song erreichte Platz 47 im Vereinigten Königreich und Platz 35 in den US-Mainstream Rock-Charts.

## Musikvideo
Im Musikvideo ist Billy Idol zuerst auf einem Motorrad zu sehen, dann folgen Szenen eines Liveauftritts.